# Goran Pandev
Goran Pandev (mazedonisch Горан Пандев; * 27. Juli 1983 in Strumica) ist ein ehemaliger mazedonischer Fußballspieler. Er ist Rekordspieler und -torschütze der nordmazedonischen Nationalmannschaft.

## Karriere

### Im Verein
Pandev begann seine Karriere in seiner Heimat bei FK Belasica. Zur Saison 2001/02 wechselte der Stürmer zum italienischen Topverein Inter Mailand. Jedoch kam er dort nie zum Einsatz, weshalb er nach nur einer Saison an Spezia Calcio in die Serie C1 ausgeliehen wurde. Bei Spezia wurde er regelmäßig eingesetzt und am Ende der Saison abermals ausgeliehen an Ancona Calcio in die Serie A. Hier gehörte er auf Anhieb zum Stammkader. Da Ancona aber am Ende der Saison abstieg, wechselte Pandev zum Ligakonkurrenten Lazio Rom, wo er vier Jahre lang Stammspieler war und zu einem der erfolgreichsten Torjäger der Clubgeschichte wurde.
Im Sommer 2009 kam es zu einer Auseinandersetzung zwischen Pandev und Lazio-Präsident Claudio Lotito: Pandev verfügte noch über einen Vertrag bis Sommer 2010, als der Mazedonier öffentlich bekannt gab, er wolle den Verein verlassen. Nachdem außerdem weitere Vertragsverhandlungen zwischen Pandev und Lazio gescheitert waren, wurde der Stürmer von seinem Verein suspendiert und bestritt bis zur Auflösung seines Vertrages, welche er vor der italienischen Liga-Kommission erwirkte, kein Spiel mehr für die Römer.
Am 4. Januar 2010 unterschrieb er einen Vertrag bis Juni 2014 bei Inter Mailand. Sein Serie-A-Debüt für die Nerazzuri feierte er am 6. Januar 2010 beim 0:1 im Auswärtsspiel gegen Chievo Verona. Bereits in seinem dritten Pflichtspiel gegen AS Bari erzielte Pandev sein erstes Tor. Am 24. Januar 2010 traf er im Derby della Madonnina aus ca. 25 Meter per Freistoß ins Tor und brachte somit seine Mannschaft zum 2:0-Sieg gegen den AC Mailand. Am 22. Mai 2010 konnte Pandev mit Inter die Champions League gewinnen. Beim 2:0-Sieg gegen Bayern München stand er in der Startaufstellung und wurde in der 79. Minute durch den Mittelfeldspieler Sulley Muntari ersetzt. Inter gewann in dieser Saison auch den italienischen Pokal und wurde Meister.
Seine zweite Saison bei Inter verlief allerdings weniger erfolgreich, da Pandev in ein Formtief fiel und nur bei wenigen Auftritten überzeugen konnte. Dennoch gelang ihm am 15. März 2011 im Achtelfinale der Champions League 2010/11 ein wichtiges Tor: Im Rückspiel gegen Bayern München erzielte er beim 3:2-Auswärtssieg seiner Mannschaft in der 88. Minute den entscheidenden dritten Treffer und ermöglichte Inter so den Aufstieg ins Viertelfinale, obwohl das Hinspiel in Mailand mit 0:1 verloren ging.
Am 26. August 2011 wurde bekannt, dass Pandev für eine Saison an SSC Neapel ausgeliehen wird. Mit Neapel gewann Pandev am Ende der Saison die Coppa Italia. Dies war sein vierter Erfolg im italienischen Pokalwettbewerb in Folge. Am 6. Juni 2012 gab der SSC Neapel die feste Verpflichtung von Pandev für 7,5 Millionen Euro bekannt. Pandev unterschrieb einen neuen Drei-Jahres-Vertrag bis zum 30. Juni 2015 mit Option auf eine weitere Spielzeit und akzeptierte dafür eine Gehaltskürzung. Nachdem Pandev in der Saison 2013/14 mit Neapel zum insgesamt fünften Mal in seiner Karriere den italienischen Pokal gewonnen hatte, verließ er die süditalienische Stadt und wechselte für eine Million Euro in die Süper Lig zu Galatasaray Istanbul.
Im Sommer 2015 wechselte er zum CFC Genua. Nach sieben Jahren in Genua wechselte er im Januar 2022 zum FC Parma, wo er einen Vertrag mit einjähriger Laufzeit unterschrieb. Im September 2022 gab er sein Karriereende bekannt.

### In der Nationalmannschaft
Am 6. Juni 2001 gab Pandev gegen die Türkei sein Debüt in der mazedonischen Nationalmannschaft (seit Februar 2019 Nordmazedonien). Pandev ist Kapitän sowie Rekordtorschütze seines Verbandes mit 38 Treffern. Wie auf Vereinsebene spielt er auch bei Länderspielen regelmäßig auf verschiedenen Offensivpositionen. Am 21. März 2019 bestritt er sein 100. Länderspiel und stellte damit den Landesrekord von Goce Sedloski ein, den er drei Tage später mit seinem 101. Länderspiel ablöste.
Bei der Fußball-Europameisterschaft 2021, für die sich Nordmazedonien dank eines Tores von Pandev im Play-off-Finale gegen Georgien erstmals qualifizieren konnte, gelang ihm im ersten Gruppenspiel das erste EM-Tor für Nordmazedonien zum zwischenzeitlichen Ausgleich gegen Österreich (Endstand 1:3). Mit dem nordmazedonischen Kader kam er aber nicht über die Gruppenphase hinaus.

## Erfolge
Im Verein 
- Italienischer Pokalsieger: 2008/09, 2009/10, 2010/11, 2011/12, 2013/14
- Italienischer Meister: 2009/10
- Italienischer Supercupsieger: 2010
- UEFA Champions League: 2009/10
- FIFA-Klub-Weltmeisterschaft: 2010
- Türkischer Meister: 2014/15
- Türkischer Pokalsieger: 2014/15

 Auszeichnungen 
- Mazedonischer Fußballer des Jahres: 2004, 2006, 2007, 2008, 2010
- Torschützenkönig der Coppa Italia: 2008/09 (6 Tore), 2016/17 (4 Tore)